# Jan Emmer

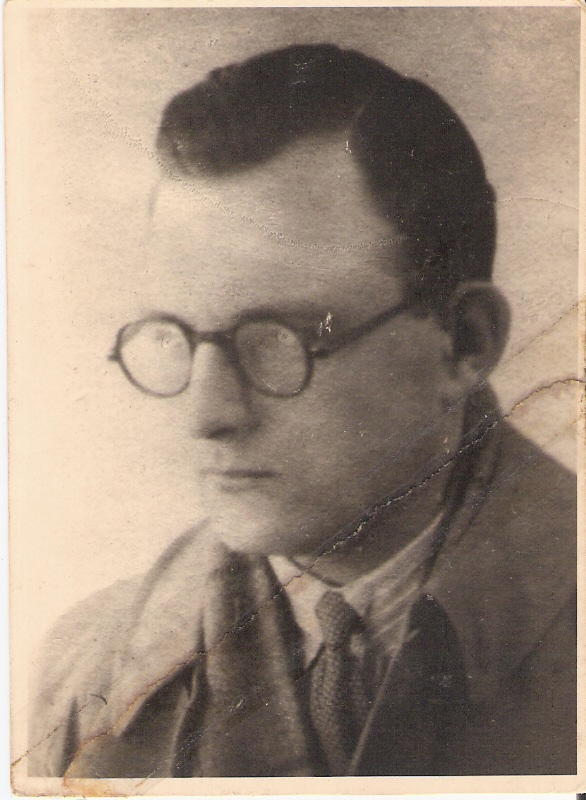
Jan Emmer als geheimagent in Nederland. Hij liet deze pasfoto maken voor zijn in Pijnacker uitgeschreven persoonsbewijs, dat de knullige vervalsing moest vervangen die ze hem in Engeland hadden meegegeven.

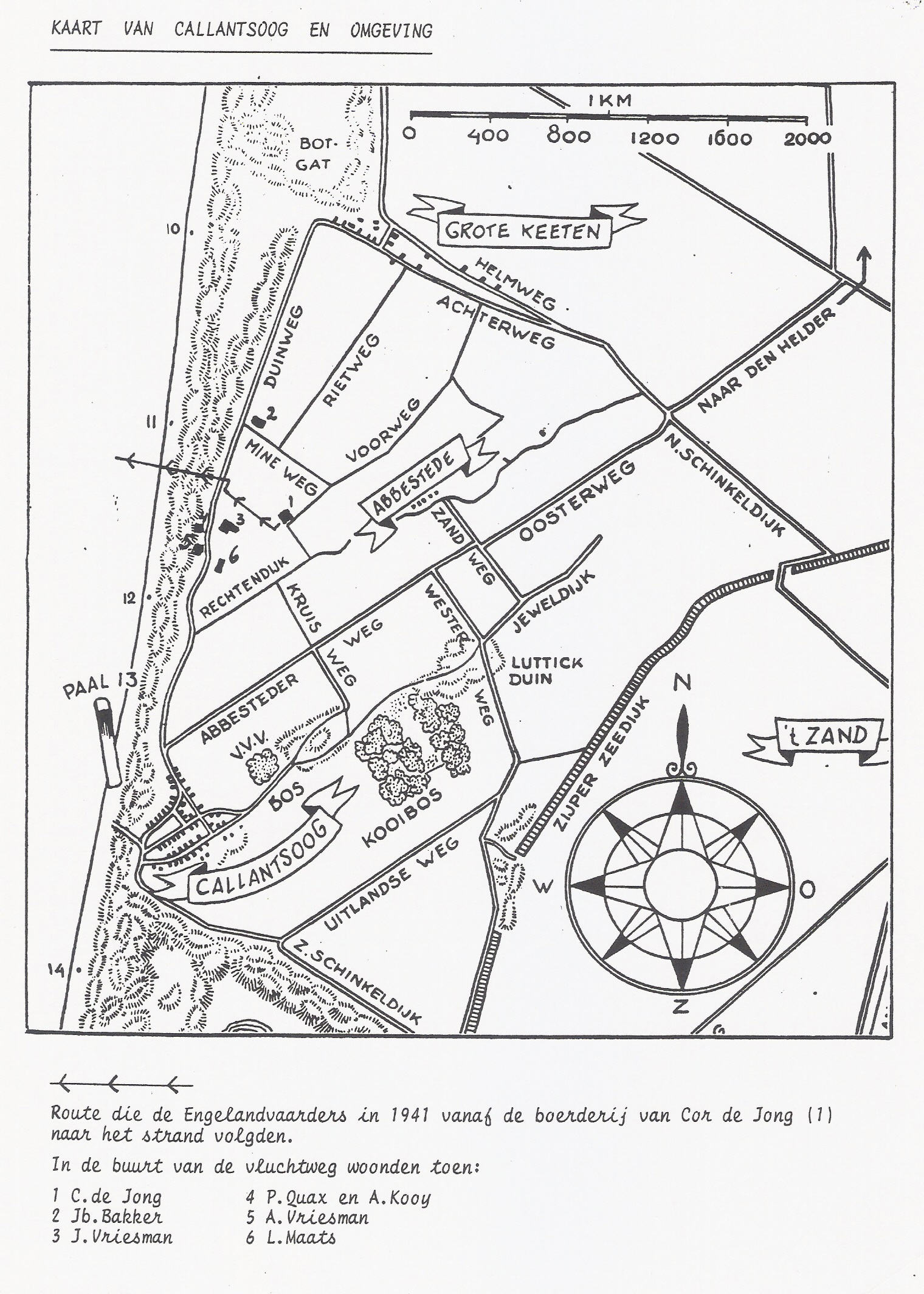
Route van Engelandvaarders in 1941.

Jan Emmer (Wormer, 6 april 1917 - Mauthausen, 7 september 1944) was Engelandvaarder en agent Bureau Bijzondere Opdrachten.

## Engelandvaart
In 1941 was Jan Emmer chauffeur op een Duitse vrachtauto, maar hij zocht naar een manier om naar Engeland te gaan. Hij ontmoette H.J. Schilp en bood hem aan om van zijn vrachtauto gebruik te maken, om diens boot te vervoeren op voorwaarde dat hij mee mocht. De boot moest iets ingekort worden om goed in de vrachtauto te passen, want de Duitsers hadden verboden boten te vervoeren. Dit gebeurde op een door de Duitsers bezette werf in Amsterdam. Toen de boot half augustus klaar was, werd hij naar boerderij Oranje Vrijstaat in Callantsoog gebracht en daar in een schuur verstopt.
Toen het tij afgaand was en de weersomstandigheden goed waren, besloten ze te vertrekken. H.G. Broekman, gemeenteambtenaar in Amsterdam en reserve-officier, sloot zich bij hen aan. Ook J.R. Morré, leraar aan de Machinistenschool in Amsterdam, R.E. Sanders, een accountant en Armand (Ted) de Jong, machinist en verzetsman.
Toen ze op weg naar de zee waren kreeg het onderstel hun aanhanger met een luide knal een lekke band. De boot werd teruggebracht naar de boerderij. Hun eerste poging was mislukt.
Op 17 september werd een tweede poging ondernomen. In hotel-pension De Groote Villa, dat door de Duitsers tot Ortskommandantur was verheven, gaven de eigenaren een verjaardagsfeestje om de Duitsers bezig te houden. Ondertussen trok een paard de boot en het onderstel door het weiland naar de duinen. Bij het strand verdwenen de helpers met hun paard. Tegen middernacht kregen ze de motor aan de praat en voeren ze weg. Een vervelend probleem was dat het onderstel niet van de boot af wilde, hetgeen erg remmend werkte. De volgende dag, donderdag 18 september, kwamen drie Duitse vliegtuigen over, maar ze werden niet ontdekt. Vrijdag was de benzine op en werd de motor overboord gegooid. Een paar uur later kwamen ze een vissersboot tegen. Het bleken Noren te zijn. Die waren al elf dagen onderweg, eentje was al dood, een ander was gewond en de derde was totaal uitgeput. De Hollanders gaven hen wat water, maar moesten doorvaren. Een paar uur later kwamen ze twee Britse mijnenvegers tegen. De commandant van de HMS Solon haalde hen aan boord. Hij besloot door te varen om de Noren op te halen en de gewonde Noor naar Great Yarmouth te brengen.
Op 3 oktober werden de vijf Hollanders door de koningin ontvangen. Ze hadden een Edammer kaas voor haar meegenomen.

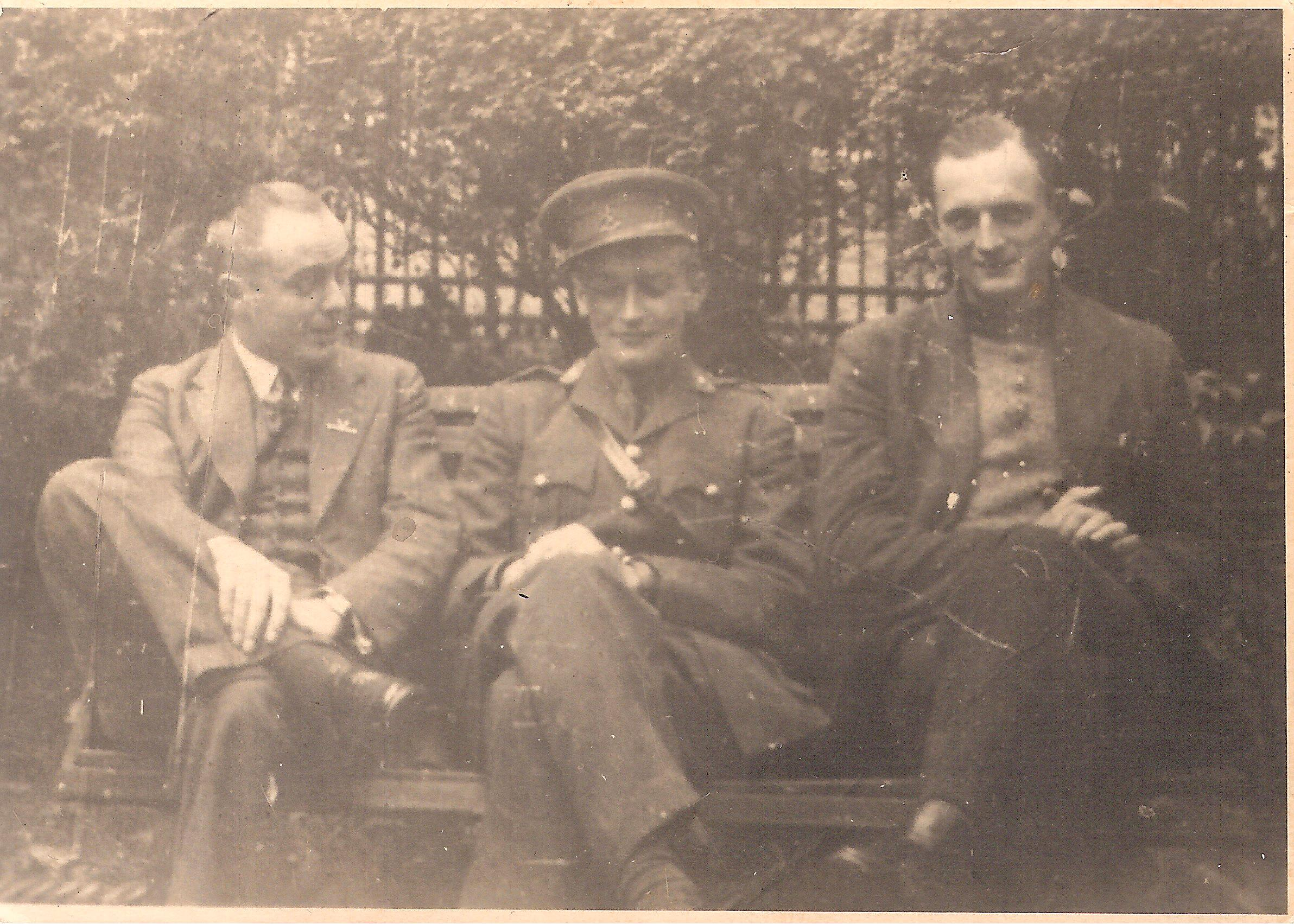
Jan Emmer tussen broers Martin en Reijer.

## Landing
In de vroege ochtend van 12 maart 1942 werd hij door Erik Hazelhoff Roelfzema naar het strand van Katwijk gevaren, samen met zijn marconist jonkheer Felix Dono Ortt. Hij moest de politicus mr. J. Linthorst Homan (commissaris van de Koningin in Groningen en lid van de Nederlandse Unie) en enkele hoge militairen van de Marine op te halen. Op diezelfde dag begon ook de Duitse contraspionage: het 'Englandspiel', dat aan 56 Nederlandse geheimagenten het leven kostte.

## Gevangen
De aanloopadressen van Jan, die hem vanuit Engeland waren verstrekt, klopten niet. En het geld dat hij had meegekregen was niet meer in omloop. Maar het allerergste was zijn persoonsbewijs. Dit was slechts een knullige vervalsing. Eind maart vroeg hij hulp bij de huisarts Koert Bolle in Pijnacker. Dit adres had Jan van MI-6 gekregen.
Vanuit zijn logeerverblijf in Pijnacker reisde het hele land door om politicus Linthorst Homan en de marineofficieren naar Londen te krijgen. In Amsterdam zette hij zelfs een spionageploeg op.
Maar door het amateurisme van de Britse geheime dienst (ze hadden Jans adres in Pijnacker ook aan een tweede agent gegeven) zou deze fout hem fataal worden. Doordat deze tweede agent 'goed geholpen' was, heeft hij dit aan andere geheim agenten doorgegeven. Hierdoor kwamen de Duitsers, door het uitpeilen van slecht zendmateriaal van de agenten, hen al snel op het spoor.
Uiteindelijk op 30 mei 1942 heeft een verrader, die zich voordeed als geheim agent Dick, een afspraak met Jan weten te maken op station Delftse Poort in Rotterdam. Daar stond niet alleen agent Dick, maar ook de Sicherheitsdienst Jan op te wachten.
Jan werd eerst gevangengezet op het Binnenhof. Daarna in het seminarie in Haaren. Omdat er in Haaren meerdere ontsnappingen plaatsvinden worden alle agenten overgebracht via Rawicz, Polen naar Mauthausen in Oostenrijk. Daar werd hij, samen met 56 andere agenten van het Englandspiel, op 6 en 7 september 1944 door middel van mitrailleurs gefusilleerd. Ze werden vervolgens gecremeerd. Hun as werd door andere gevangenen begraven. Op die plek werd na de oorlog een in memoriam plaquette onthuld. Hierbij was de moeder van Jan Emmer aanwezig.

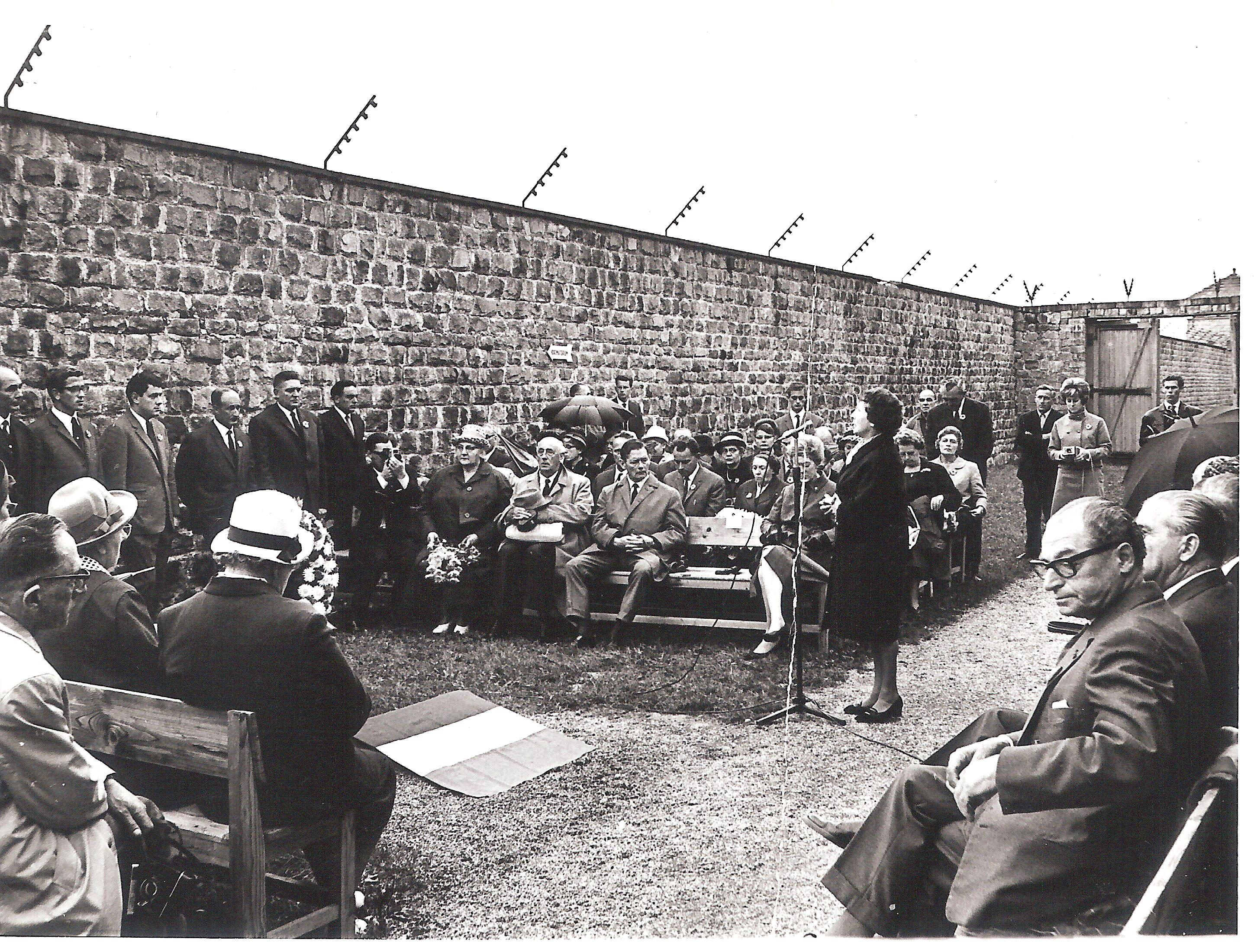
De onthulling van de plaquette werd onder andere bijgewoond door de moeder van Jan Emmer, Maartje Knoppers-Boekelaar (zittend op het bankje vlak bij de muur).

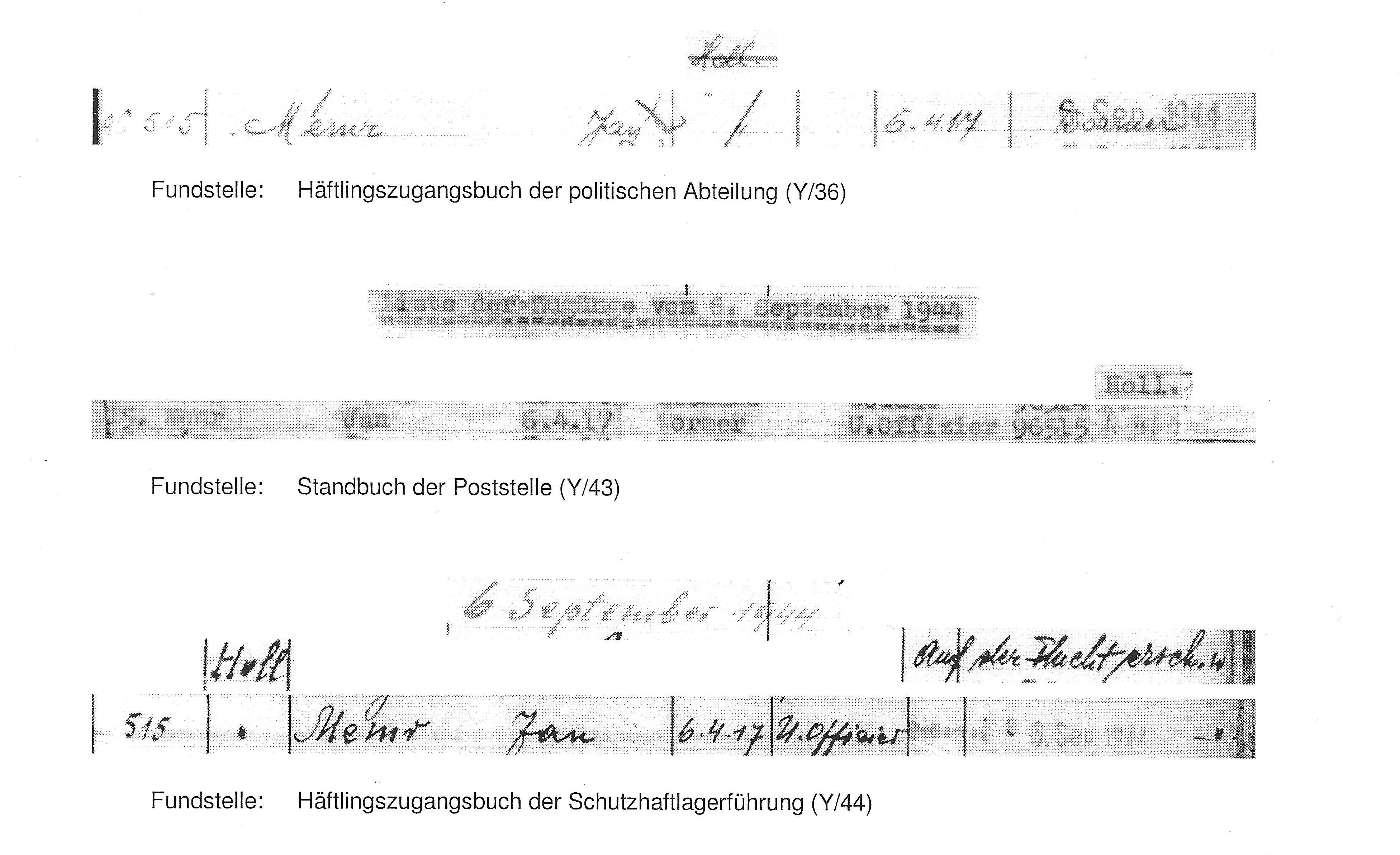
Uittreksel van het registratieboek van concentratiekamp Mauthausen.

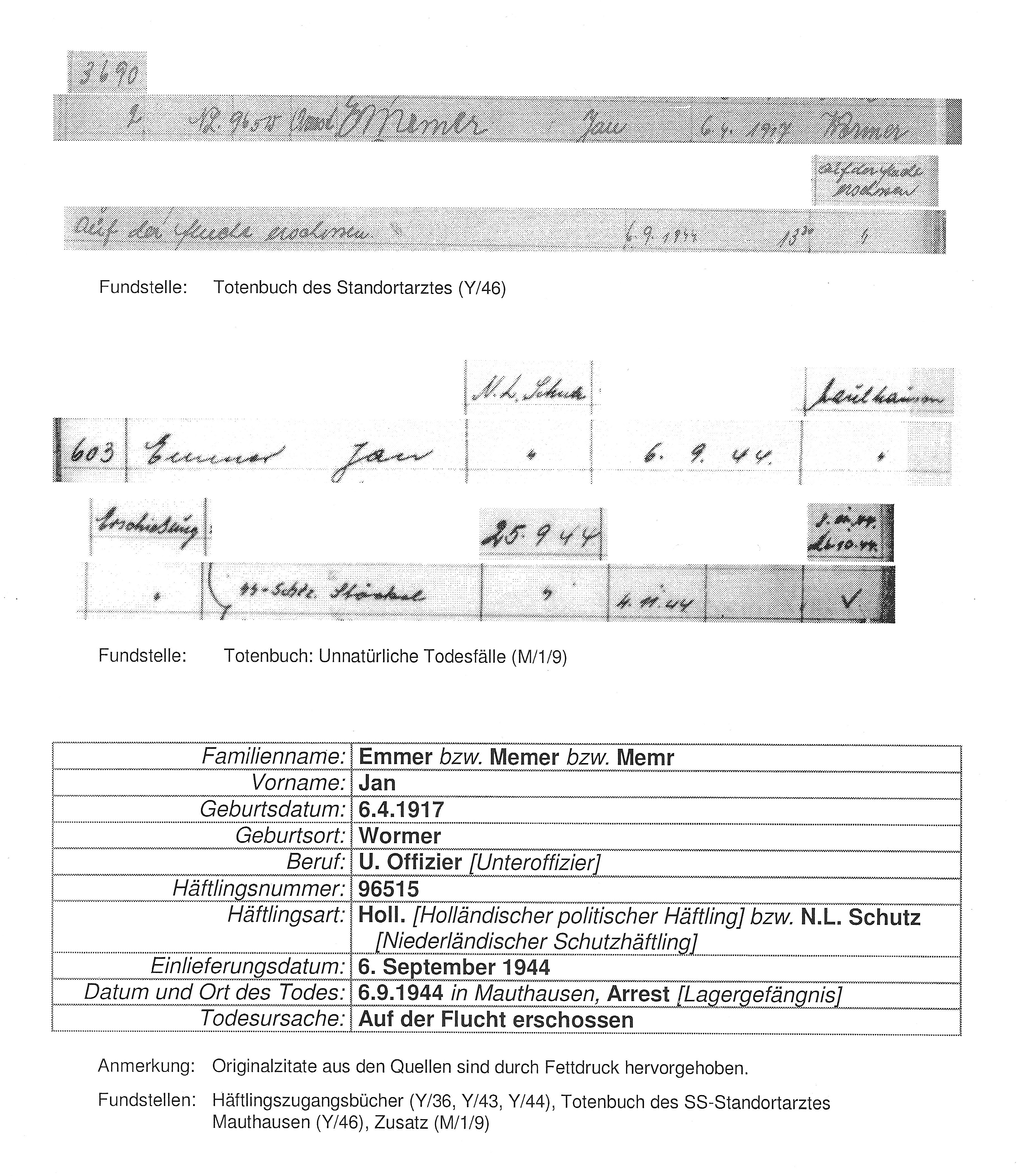
Uittreksel uit het 'Todesbuch' van concentratiekamp Mauthausen.